# Kitty Empire
Kitty Empire es el nombre de pluma de una escritora y crítica musical británica que actualmente escribe para The Observer.

## Primeros años de vida
Empire dice que nació en Montreal, Quebec en 1970 y se crio en Canadá, Italia y Egipto antes de llegar a Gran Bretaña en 1988. Estudió en Wadham College, Oxford y Thames Valley University antes de trabajar como portera de escenario para la Royal Shakespeare Company y el Barbican Theatre de Londres. Empire se describe a sí misma como feminista.

## Carrera
Empire comenzó a escribir sobre música en NME en 1995 y continuó durante siete años. En 2002, se convirtió en crítica pop de The Observer. También ha contribuido a una variedad de publicaciones y transmisiones como Elle (EE. UU.), GQ, Woman's Hour de Radio 4, Newsnight Review, Uncut y The Scotsman. En 2008, se desempeñó como juez del Premio Mercury Music y es juez invitada del Premio Observer / Anthony Burgess de Periodismo Artístico 2022. Empire también apareció en 5Live, BBC 6Music y The Culture Show y Newsnight Review de BBC2.

## Recepción de la crítica
En un artículo de la revista Popular Music de la Universidad de Cambridge, Devon Powers y Tom Perchard describen a Empire como «una de los comparativamente pocos críticos de música pop de publicaciones de gran formato del Reino Unido, y uno de los más perspicaces». Jennifer Skellington señala que el estilo de reseñas de Empire se centra tanto en los artistas como en su arte, y refleja una tendencia hacia «un enfoque menos conservador de la escritura relacionada con el rock y el pop» en la prensa de calidad. La educadora Mary Hogarth elogia el enfoque de escritura de Empire de «mostrar, no contar», su ritmo y su equilibrio entre descripción, perspectiva y experiencia de primera mano.